# ジャン＝テオドール・ラドゥー
ジャン＝テオドール・ラドゥー（Jean-Théodore Radoux, 1835年11月9日 - 1911年3月20日）は、ベルギーの作曲家、ファゴット奏者。

## 生涯
ラドゥーはリエージュに生まれた。彼は1845年、9歳の頃からリエージュ王立音楽院においてジョゼフ・ドーソワーニュ＝メユールの下で対位法を学び始めた。翌年には音楽理論で1等賞を獲得し、その後はしばらくの間チェロやピアノの訓練に励むようになる。しかしながら、これらの楽器演奏が上達しなかったことに落胆した彼は、続く2年間音楽から遠ざかってしまった。
1847年、教授のバッヒャ（Bacha）に説得されたラドゥーは音楽院に復帰し、教授から指導を受けてファゴットを学び始めた。ファゴットで才能を開花させたラドゥーは、数年間の研鑽の後にファゴット演奏で1等賞並びにゴールドメダルを受賞した。彼は1850年代の初頭をしばらくパリで過ごし、ジャック・アレヴィに作曲を師事した。
ラドゥーは1858年に作曲していたカンタータ『Le Juif errant』により、1859年のベルギーのローマ大賞を受賞した。彼は他にも2つのオペラ、1曲のオラトリオ、2つの交響詩、序曲を1曲と数曲の合唱、声楽作品、そして教会音楽を作曲している。
1856年にバッヒャが死去するとラドゥーは他の応募者との競争を勝ち抜き、師の跡を継ぎ音楽院でファゴットの教授となった。1872年には音楽院の院長に任用され、その後の生涯40年近くにわたってこの職を務めた。彼の著名な門下生にはジャン・ロジステルなどがいる。ラドゥーがリエージュで生涯を閉じると、シルヴァン・デュピュイが後任に就いた。

## 主要作品
- ソプラノ、チェロと管弦楽のためのカンタータ『Le Juif errant』 （1859年）
- 3幕4場のコミック・オペラ『Le Béarnais』 （1866年、リエージュ）; リブレット A. Pellier-Quesny
- 4幕の歴史的小品『Les Maîtres flamands』 （1868年、ブリュッセル）
- コミック・オペラ『La Coupe enchantée』 （1871年、ブリュッセル）
- 独唱、合唱と管弦楽のためのPoème lyrique（オラトリオ）『Caïn』 （1877年）; 詞 Pauline Braquaval-L'Olivier
- 複数の独唱者、合唱と管弦楽のための3部のPoème lyrique『Patria』; 詞 Lucien Solvay
- 1905年のリエージュ万博のための『Cantate pour l'inauguration de l'Exposition universelle de Liège, 1905』; 詞 Jules Sauvenière
- 女声合唱と管弦楽のための『Le Printemps』
- 交響詩『Ahasvire』
- 交響詩『Le festin de Balthasar』
- 交響的序曲『Apopee nationale』
- ミサ曲『Te Deum』
- ' ヴァイオリン、チェロと管弦楽のための『Lamento』
- ピアノのための『10の無言歌』
- ピアノのための『12の小品』
- 演奏会用バンドのための『Grande marche internationale』 （1877年）
- チェロまたはファゴットと室内オーケストラ（もしくはピアノ）のための『Élégie』
- トロンボーンと弦楽オーケストラのための『Nocturne』
- Fraternité!, Hymne internationale （1869年）

著作
- Henri Vieuxtemps, sa vie et ses œuvres （アンリ・ヴュータン: その生涯と作品） （1891年）